# Unterseeboot 1169
L'Unterseeboot 1169 ou U-1169 est un sous-marin allemand (U-Boot) de type VIIC/41 utilisé par la Kriegsmarine pendant la Seconde Guerre mondiale.
Le sous-marin fut commandé le 2 avril 1942 à Danzig (Danziger Werft), sa quille fut posée le 9 avril 1943, il fut lancé le 2 octobre 1943 et mis en service le 9 février 1944, sous le commandement de l'Oberleutnant zur See Heinz Goldbeck.
L'U-1169 n'endommagea ou ne coula aucun navire au cours de l'unique patrouille (46 jours en mer) qu'il effectua.
Il fut coulé par la Royal Navy dans l'Atlantique Nord, en mars 1945.

## Conception
Unterseeboot type VII, l'U-1169 avait un déplacement de 759 tonnes en surface et 860 tonnes en plongée. Il avait une longueur hors-tout de 67,20 m, un maître-bau de 6,20 m, une hauteur de 9,60 m et un tirant d'eau de 4,74 m. Le sous-marin était propulsé par deux hélices de 1,23 m, deux moteurs diesel Germaniawerft F46 de 6 cylindres en ligne de 1 400 ch à 470 tr/min, produisant un total de 2 060 à 2 350 kW en surface et de deux moteurs électriques Siemens-Schuckert GU 343/38-8 de 375 ch à 295 tr/min, produisant un total 550 kW, en plongée. Le sous-marin avait une vitesse en surface de 17,7 nœuds (32,8 km/h) et une vitesse de 7,6 nœuds (14,1 km/h) en plongée. Immergé, il avait un rayon d'action de 80 nautiques (150 km) à 4 nœuds (7,4 km/h, 4,6 milles par heure) et pouvait atteindre une profondeur de 230 m. En surface son rayon d'action était de 8 500 nautiques (soit 15 700 km) à 10 nœuds (19 km/h).
L'U-1169 était équipé de cinq tubes lance-torpilles de 53,3 cm (quatre montés à l'avant et un à l'arrière) et embarquait quatorze torpilles. Il était équipé d'un canon de 8,8 cm SK C/35 (220 coups), d'un canon de 20 mm Flak C30 en affût antiaérien et d'un canon 37 mm Flak M/42 qui tire à 15 350 mètres avec une cadence théorique de 50 coups par minute. Il pouvait transporter 26 mines TMA ou 39 mines TMB. Son équipage comprenait 4 officiers et 40 à 56 sous-mariniers.

## Historique
Il reçoit sa formation de base au sein de la 8. Unterseebootsflottille jusqu'au 31 janvier 1945, puis il intègre sa formation de combat dans la 11. Unterseebootsflottille.
Le 23 avril 1944, un homme [Matrosengefreiter Alfred Friedl] s'est noyé pendant un exercice en mer Baltique, au large de Pillau.
Le 11 octobre 1944, deux hommes ont été tués et un autre a été blessé par l'explosion d'une de ses torpilles.
Sa première patrouille est précédée par un court passage de Kiel à Horten puis Kristiansand. Elle commence réellement le 20 février 1945 au départ de Kristiansand pour les côtes des Cornouailles.
Le 29 mars 1945, après 38 jours en mer, l'U-1169 est attaqué et coulé dans la Manche à l'ouest de Cap Lizard, à la position 49° 58′ N, 5° 25′ O, par des charges de profondeur larguées de la frégate britannique HMS Duckworth (K351) (en) du 3. Escort Group.
Les 49 membres d'équipage décèdent dans cette attaque.

### Fait précédemment établi
- Coulé le 5 avril 1945 par une mine larguée par le chalutier armé A / S HMT Willow, à la position 52° 03′ N, 5° 53′ O (évaluation post-guerre). Ce naufrage est attribué à l'U-242 dans une zone à proximité de la position donnée par les alliés.

## Affectations
- 8. Unterseebootsflottille du 9 février 1944 au 31 janvier 1945 (Période de formation).
- 11. Unterseebootsflottille du 1er février 1945 au 29 mars 1945 (Unité combattante).

## Commandement
- Oberleutnant zur See Heinz Goldbeck du 9 février 1944 au 29 mars 1945.

## Patrouilles
|       | Commandant           | Départ          | Départ       | Arrivée         | Arrivée      | Jours    | Succès |
| ----- | -------------------- | --------------- | ------------ | --------------- | ------------ | -------- | ------ |
|       | Oblt. Heinz Goldbeck | 8 février 1945  | Kiel         | 13 février 1945 | Horten       | 6 jours  |        |
|       | Oblt. Heinz Goldbeck | 18 février 1945 | Horten       | 19 février 1945 | Kristiansand | 2 jours  |        |
| 1     | Oblt. Heinz Goldbeck | 20 février 1945 | Kristiansand | 29 mars 1945    | Coulé        | 38 jours |        |
| Total | Total                | Total           | Total        | Total           | Total        | 46 jours | 0 t    |

Note : Oblt. = Oberleutnant zur See